# Phaenarete diana
Phaenarete diana är en fjärilsart som beskrevs av Druce 1896. Phaenarete diana ingår i släktet Phaenarete och familjen björnspinnare. Inga underarter finns listade i Catalogue of Life.